# Ширмански Хриб
Ширмански Хриб (на словенски: Širmanski Hrib) е село в Словения, регион Средна Словения, община Лития. Според Националната статистическа служба на Република Словения през 2015 г. селото има 23 жители.